# Canonada de drenatge

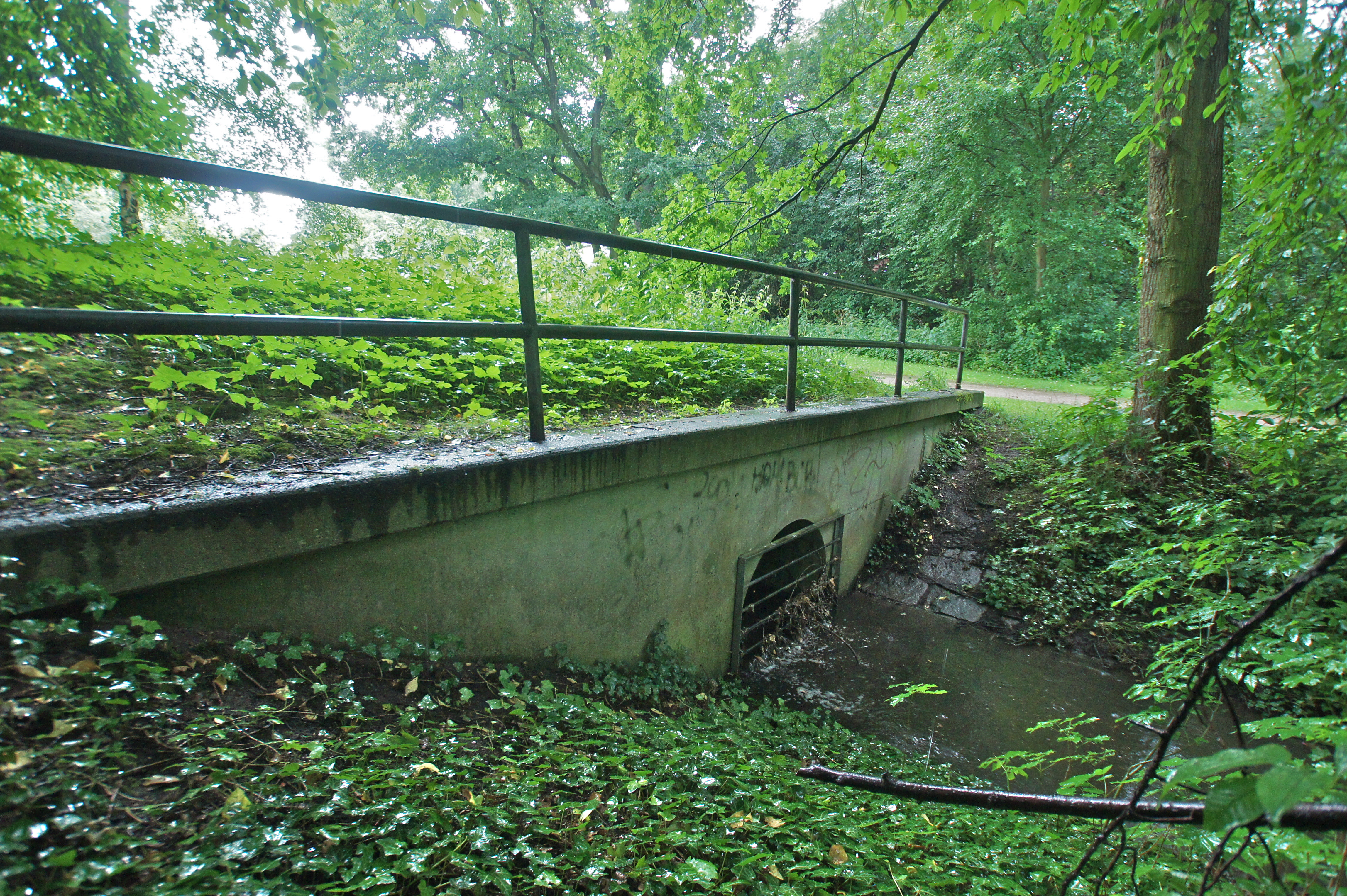
Canó de drenatge amb un " coll d'ampolla » important, que implica una neteja regular de la xarxa, per controlar el risc de retenció d'aigua.

Un canonada de drenatge, obra de drenatge transversal, obra de drenatge, obra de pas, ODT o culvert és un conducte rígid de gran calibre utilitzat per al flux d'un fluid. El canó està fet d'un o més elements de ciment, formigó, ceràmica o ferro colat. Són conductes pels quals flueix l'aigua o altres líquids, sota la via d'un costat a l'altre restituint la continuïtat de la trajectòria de les lleres interceptades principalment per les obres lineals: carreteres, ferrocarrils i uns altres. Poden ser circulars, rectangulars o quadrats. Les últimes també anomenades tipus calaix o box culvert. En general, estan encastats a la terra, una obra de drenatge transversal o culvert pot estar feta d'una canonada, formigó armat o altre material.

## Evolució

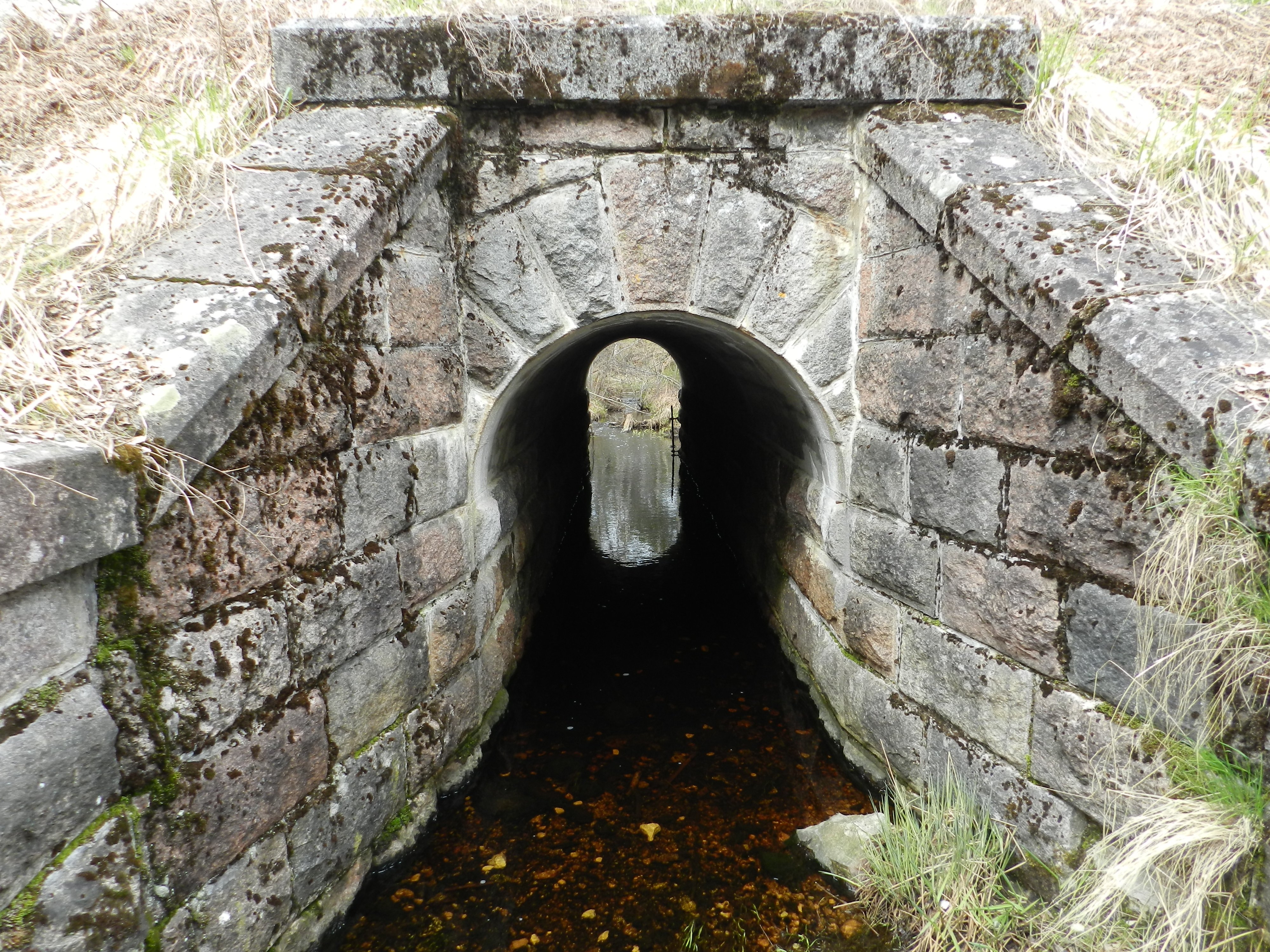
Obra de drenatge transversal de pedra a Haapsalu, Estònia

Originalment, les obres de drenatge transversal s'anomenaven clavegueres, i s'empraven tres formes geomètriques per construir-les: circular, rectangular i volta. Les circulars estaven constituïdes per tubs de formigó en massa de dimensions reduïdes. Les rectangulars, aconseguien dimensions majors a les dels tubs. Finalment, les voltes, realitzades comunament de fàbrica de maó, aconseguien grans dimensions, fins i tot tenir l'envergadura de ponts petits. Posteriorment, es va utilitzar l'acer corrugat, el qual permetia tant les formes circulars com les voltes, encara que aquest material està caient en desús a Espanya. En l'actualitat, predominen les obres de drenatge transversal realitzades en formigó armat, tant circulars com rectangulars (marcs) o voltes (voltes), construïdes bé in situ o bé prefabricades.

## Tipus

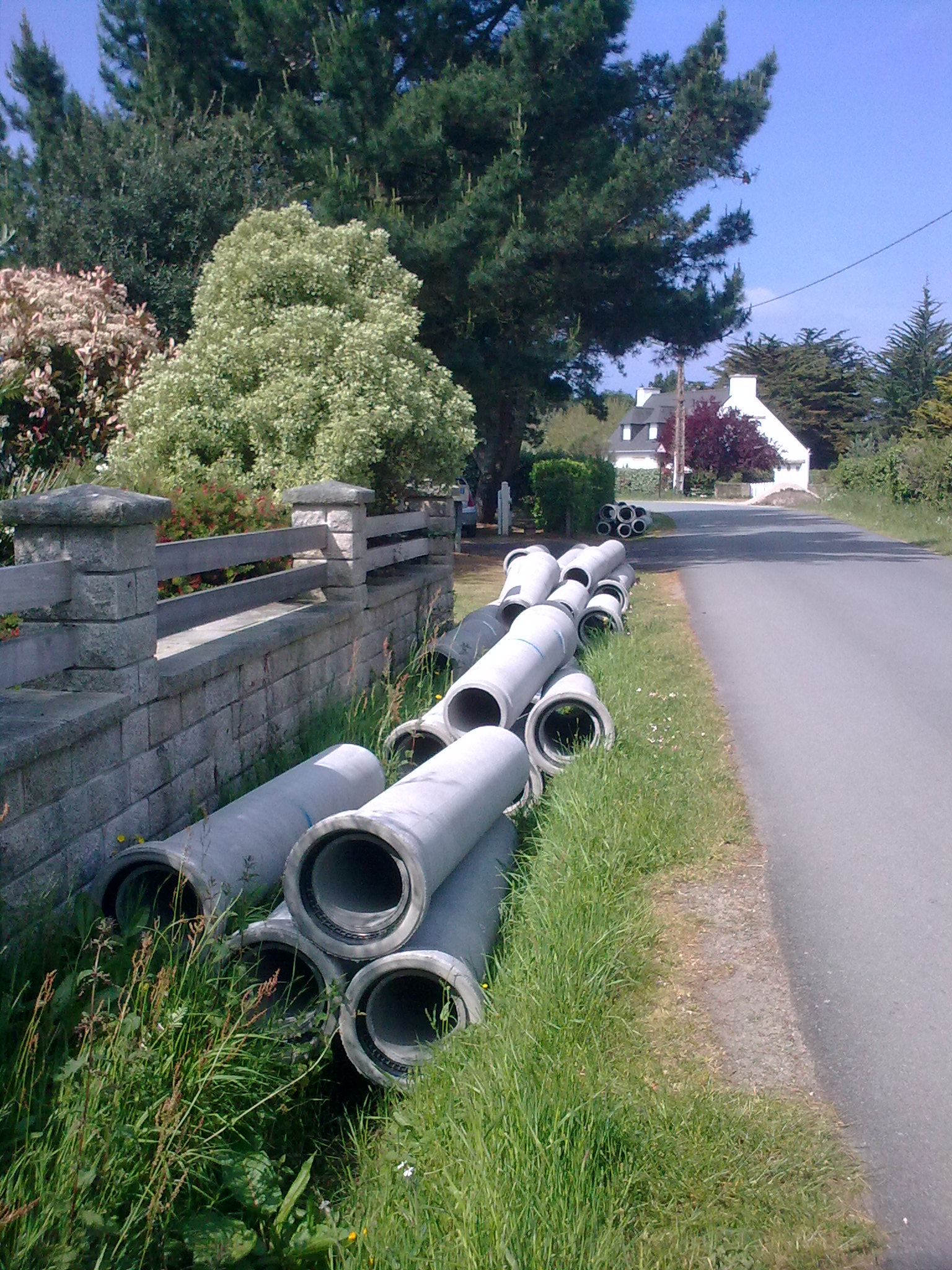
Conductes de ciment d'una obra pública que s'utilitzen per substituir les séquies utilitzades per evacuar l'aigua de pluja.

### Canó de drenatge / creuament
L'estructura consta d'almenys un conducte cilíndric o ovalat, generalment de formigó, metall (tipus ARMCO) o PVC, que permet que l'aigua circuli per sota d'una carretera, una línia de ferrocarril o qualsevol altra estructura. En aquesta aplicació, un embornal és un substitut econòmic del que abans hauria estat un pont de maçoneria.

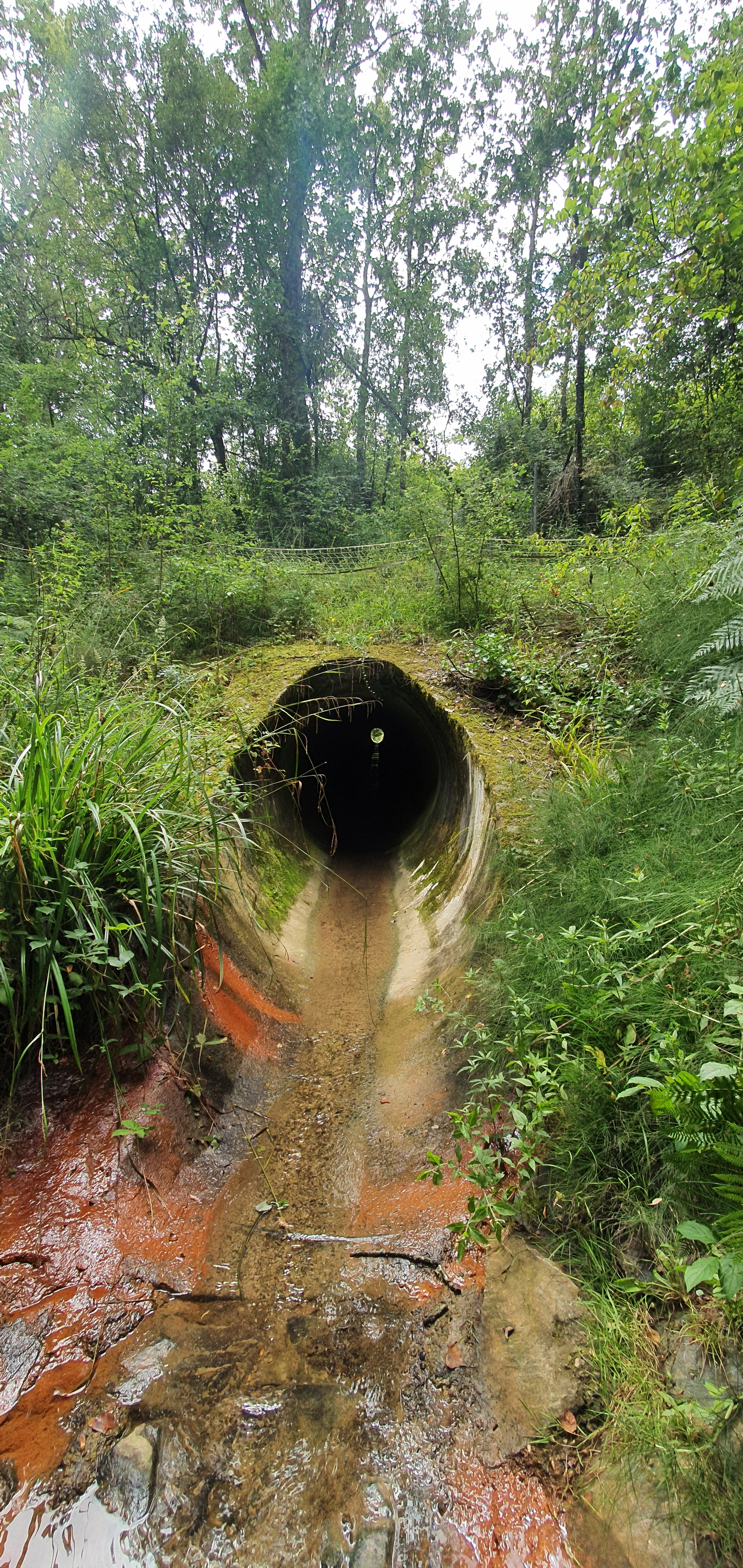
Bosc de Mas-d'Agenais, prop de Marmande. Aquest canó és utilitzat pels excursionistes per creuar una carretera. La seva mida, aproximadament 2 metres, permet que els adults la travessin

### Canó de ventilació d'un túnel
Per a un túnel d'uns centenars de metres de llargada, la ventilació s'ha d'assegurar mitjançant l'addició de canons de drenatge, perquè els dos extrems ja no són suficients per renovar l'aire i, en particular, per evacuar el diòxid de carboni.

## Rerències
1. ↑  Cep, Editorial. Peón Especialista. Junta de Comunidades de Castilla La Mancha. Temario Vol.I (en castellà).  EDITORIAL CEP, 2019-04-01. ISBN 978-84-17923-36-5.
2. ↑   «En salvamento, más de 3 mil 500 vestigios arqueológicos hallados en obras del Tren Maya entre Izamal y Cancún».  [México], 31-01-2022 [Consulta: 6 febrer 2022].
3. ↑   «El Concello de Vimianzo construirá un nuevo puente sobre el rego das Touzas, en la vía entre Baíñas y Dumbría».  [España], 06-02-2022 [Consulta: 6 febrer 2022].
4. ↑   Modelación numérica en ríos en régimen permanente y variable. Una visión a partir del modelo HEC-RAS (en castellà).  Universitat Politecnica de Catalunya. Iniciativa Digital Politecnica, 2010-04-10. ISBN 978-84-9880-400-3.
5. ↑   «En el Tren Maya se construyen Obras de Drenaje Transversal para la conectividad hídrica y faunística».  [México], 30-08-2021 [Consulta: 6 febrer 2022].
6. ↑  Delgado Ramos, Fernando «Informe sobre patologías de obras de drenaje transversal: Inventario Obras de Drenaje Transversal». Agencia de obra pública de la Junta de Andalucía, 4-2014 [Consulta: 6 febrer 2022].
7. ↑   «Manual de caminos rurales». Asociación Argentina de Carreteras, 4-2018 [Consulta: 6 febrer 2022].
8. ↑  «Library». library.oxfordarchaeology.com. [Consulta: 19 gener 2023].
9. ↑  Urbanas, Obras. «Buenas prácticas de instalación y montaje de tubos de hormigón» (en castellà). Obras Urbanas, 11-07-2017. [Consulta: 19 gener 2023].
10. ↑  Polo, José Manuel Tello; Rabanal; Guerra. Manual Del Auxiliar de Carreteras. Temario Y Test Ebook (en castellà).  MAD-Eduforma, 2004-06-21. ISBN 978-84-665-3559-5.
11. ↑  «A faire : Petite boucle dans la Forêt du Mas-d'Agenais - Randonnée». www.visorando.com. [Consulta: 29 juliol 2021].